# Laacher See

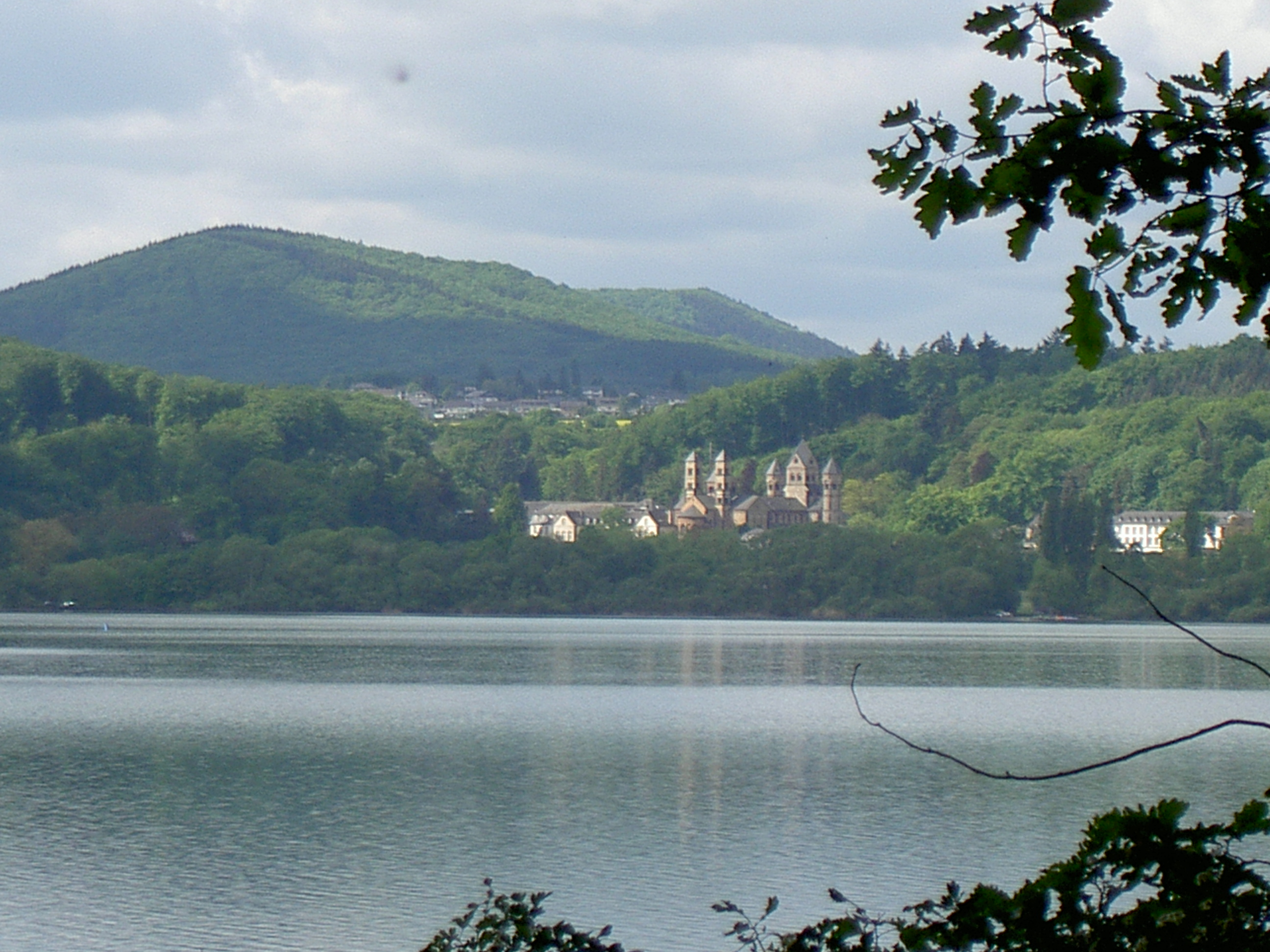
Klostret Maria Laach vid Laacher See.

Laacher See är en kratersjö vid orten Glees nordväst om Koblenz i Tyskland, och med en yta på 3,3 km² den största sjön i förbundslandet Rheinland-Pfalz.  
Sjön ligger på den vulkaniska högplatån Eifel och bildades i sin nuvarande form som en kaldera efter ett stort vulkanutbrott omkring år 10 930 f.Kr.  Spår av sjöns vulkaniska aktivitet syns fortfarande genom att koldioxidgas bubblar upp till ytan.
På botten av sjön finns ett Halifax-bombplan som sköts ner under andra världskriget. 
Sjöns omgivningar är idag naturreservat och används som frilufts- och rekreationsområde.  Vid sjön ligger det medeltida benediktinerklostret Maria Laach.
Namnet Laacher See kommer från det gammalhögtyska Laach (från latinets lacus) som betyder sjö.  Namnet är således en pleonasm, då båda orden betyder sjö.

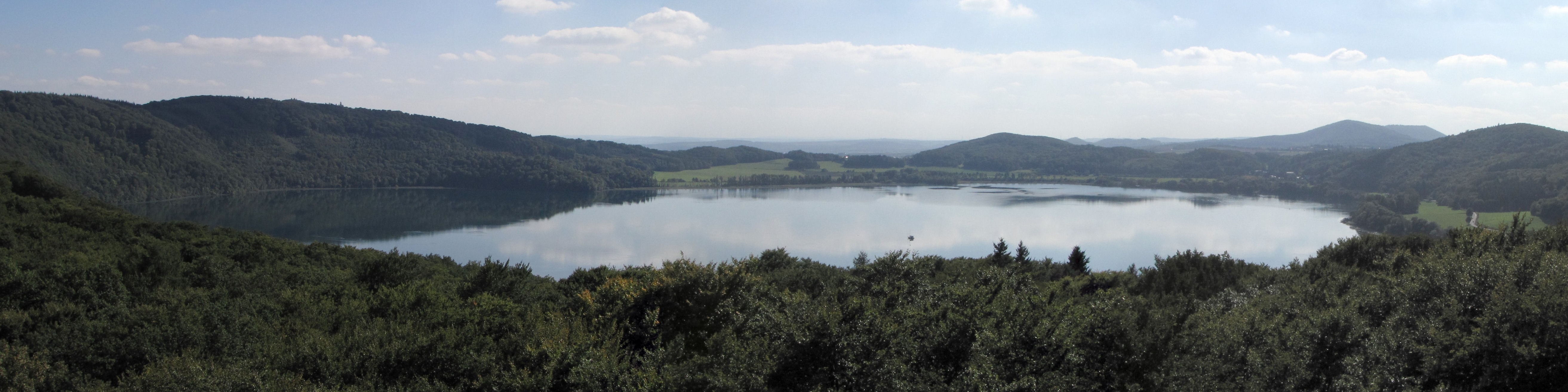
Panorama över Laacher See